# Sértő Kálmán
Sértő Kálmán Zoltán (Bisse, 1910. szeptember 29. – Gyalu, 1941. június 15.) költő, író, újságíró.

## Élete
Szegényparaszti családba született, Sértő Jenő és Tamás Julianna harmadik gyermekeként. Szülőfalujában, Bissén járta ki az öt elemit, majd 4 évig katonáskodott. Szabadidejében az olvasás szenvedélyének hódolt. Leszerelésekor 1500 verssel tért haza, majd Pestre költözött.
A fővárosban pártfogókra talált a liberális polgári sajtó (Hatvany Lajos, Babits Mihály), a népi írók (Féja Géza, Németh László) és a fajvédők körében is. Első verseit az Est-lapok és a Társadalmunk című lap közölte, a Társadalmunk munkatársa lett. 1933-ban nagy sikere volt Falusi pillanat c. verses kötetének. Később mulatók, kocsmák, polgári szalonok „házi” népies költője lett, alkoholizmusa gyakran okozott botrányt. Megjelent verseiben a faji romantika, 1938 tavaszán a szélsőjobboldal táborához csatlakozott, a hungarizmus ideológiai áramlata mellé állt. Két újabb verseskötete szélsőjobboldali kiadóknál jelent meg, Fiala Ferenc támogatásával (Esett a hó és Aranykenyér). A Nemzetőr, majd az Összetartás munkatársa lett.
1941. június 15-én hosszú betegeskedés után hunyt el Gyalu községben, örök nyugalomra 1941. június 21-én szombaton délután 5 órakor helyezték Budapesten, a Kerepesi úti temetőben a református egyház szertartása szerint.

## Művei

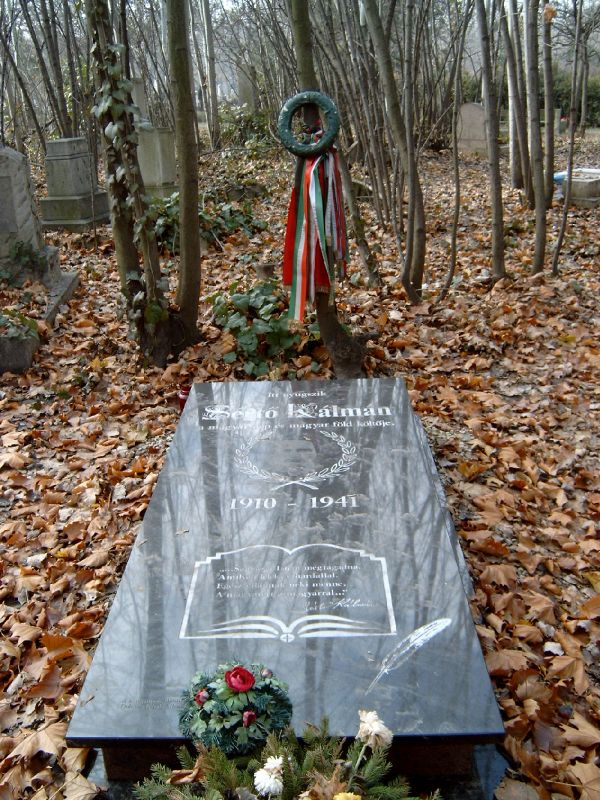
Sértő Kálmán sírja Budapesten. Kerepesi temető: 50/1-3-23.

- Falusi pillanat (versek, Bp., 1933)
- Aranykenyér. Versek; Centrum, Bp., 1939
- Esett a hó... Versek; "Összetartás", Mezőberény, 1939
- Gyászjelentés; Bolyai Akadémia, Bp., 1940 (Bolyai könyvek)
- Számadó Ernő–Sértő Kálmán–Szerető Sándor: Új versek; Turul Ny., Bp., 1940
- Ilyen az élet. Elbeszélések; Turul sajtóvállalat, Bp., 1940
- Erdélyi József–Sinka István–Sértő Kálmán: Három csillag; ill. Fáy Dezső ; Stádium Ny., Bp., 1941 (Nemzeti könyvtár)
- Sértő Kálmán versei; sajtó alá rend. Gellért Vilmos, bev. Fiala Ferenc; Centrum, Bp., 1943
- Utolsó roham; Sértő Kálmán Emlékbizottság, Montreal, 1982
- Sértő Kálmán versei; előszó Fiala Ferenc; Dobszay, Dortmund, 1986
- Hírért megszenvedtem. Versek, napló és elbeszélések; szerk. Medvigy Endre, Tüskés Tibor, összegyűjt., utószó Medvigy Endre; Püski, Bp., 1996

## Külső hivatkozások
- Egy oldal Sértő Kálmánról